# Embalse de Puentes Viejas
El embalse de Puentes Viejas está situado en el curso medio del río Lozoya en la Sierra Norte (Madrid). Pertenece a la red de embalses del Canal de Isabel II y es el tercer embalse en el sentido de la corriente que se encuentra el río a su paso.

## Historia

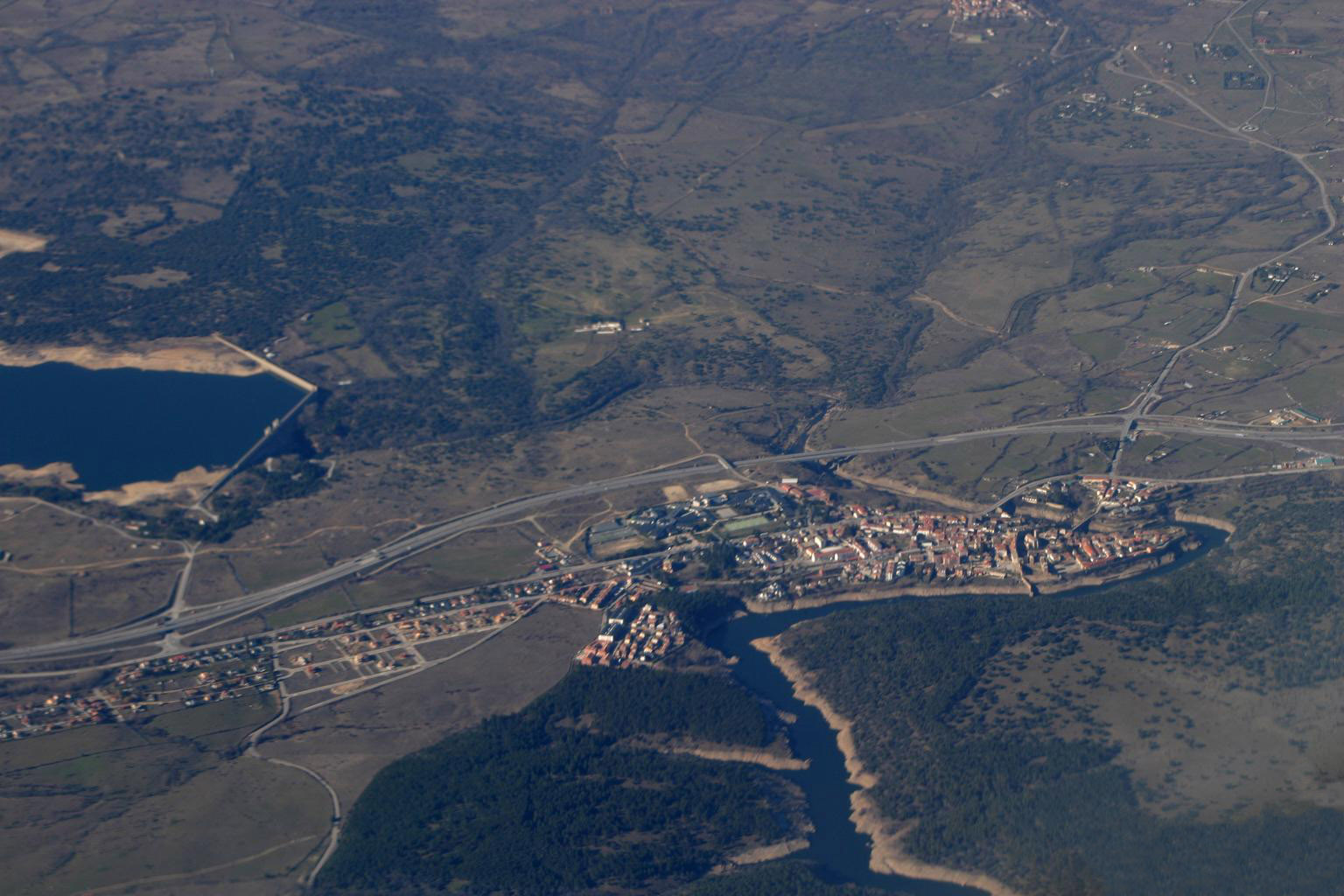
Vista aérea del embalse bordeando el pueblo de Buitrago del Lozoya

Después de la construcción del embalse de El Villar, Madrid contó durante bastantes años con un almacenamiento de agua suficiente para abastecerse durante los meses de estiaje del río Lozoya, periodo durante el cual el caudal del río no era suficiente para satisfacer el consumo de agua de la capital. Sin embargo, a medida que la población crecía también aumentaba la demanda de agua, y cuando Ramón de Aguinaga se hizo cargo en 1907 de la Dirección del Canal de Isabel II, uno de los primeros problemas que detectó fue que la cantidad de agua que se almacenaba en El Villar podía no ser suficiente para garantizar el suministro si se repetían las situaciones de sequía que habían ocurrido en algunos años anteriores.
Para solucionar este problema ya se habían estudiado algunas medidas como las planteadas por su antecesor en el cargo Alfredo Álvarez Cascos, cuyas propuestas incluían «el aumento de capacidad del embalse de El Villar» y la «construcción de la presa de embalse en el río Guadalix». Sobre esta última actuación cabe reseñar que por aquel entonces ya había concluido la construcción del canal del Guadalix, que permitía la incorporación de hasta 4 m³/s desde el azud del Mesto en dicho río, pero al no existir ninguna presa para embalsarlo, solo era posible utilizar las aguas fluyentes en él.
Ramón de Aguinaga concluyó que se necesitaba un incremento de 30 hm³ en la capacidad de almacenamiento, al tiempo que se descartaba la posibilidad de recrecer la presa de El Villar por las dificultades y riesgos que ello podía entrañar. Se optó entonces por la construcción de un nuevo embalse aguas arriba de este. Esta solución conllevaba una serie de ventajas entre las que destacaba que se «favorecerá extraordinariamente la autodepuración de las aguas». No en vano, una de las acciones que había promovido Ramón de Aguinaga al hacerse cargo de la dirección del Canal de Isabel II, fue encargar al doctor César Chicote un estudio sobre la contaminación bacteriológica en el que se evidenciaba la influencia negativa que tenían sobre el río las poblaciones situadas en su cuenca.
En el año 1907 se elaboró un informe en el que se establecía que el lugar más adecuado para la construcción del nuevo embalse era un enclave situado en la cola del embalse de El Villar conocido como Puentes Viejas, y que ya había sido citado en 1819 por Mariano Vallejo y en 1822 por el ingeniero Coqueret en sus estudios para el abastecimiento de Madrid. En dicho informe volvía a hacerse patente la preocupación que se tenía sobre la contaminación que podría sufrir el embalse en párrafos como el siguiente:

«En el proyecto del embalse, acaso convenga estudiar el medio de establecer en toda la zona que afecta al pueblo de Buitrago un muro de recinto para evitar que los ganados bajen al río y que los vecinos laven las ropas en él, así como el medio de dotar a este pueblo de una fuente, abrevadero y lavadero y todo cuanto se juzgue necesario realizar para evitar o reducir en cuanto sea posible la contaminación que las aguas sufren hoy en Buitrago»

Estas observaciones finalmente trajeron consigo el que se dotara a Buitrago del Lozoya del primer sistema de depuración de agua construido por el Canal de Isabel II.

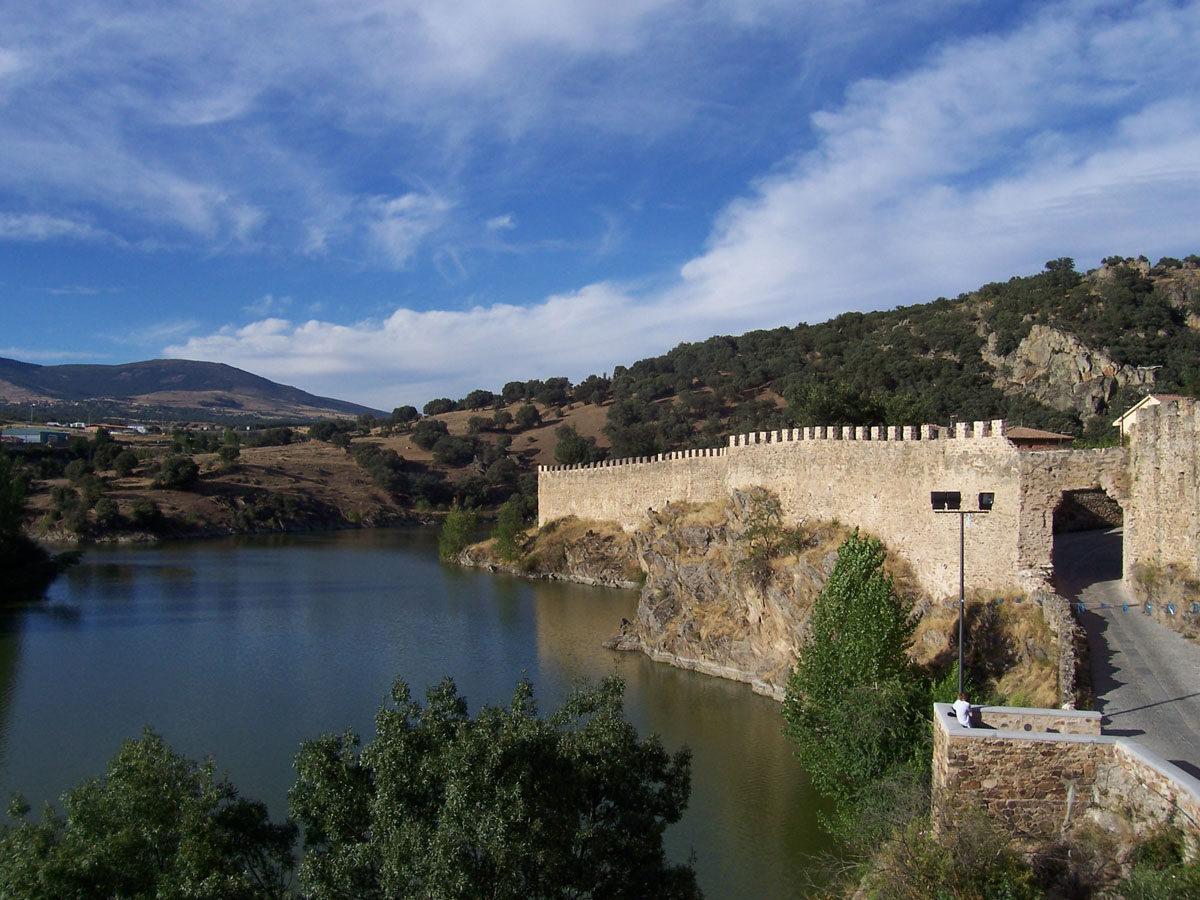
El embalse, a los pies de las murallas de Buitrago del Lozoya

El proyecto del embalse quedó finalmente redactado en 1910. Sin embargo, los problemas de financiación que sufría el Canal de Isabel II obligaron a que la obra se acometiera en dos fases, construyéndose en la primera de ellas (cuyos trabajos preliminares se iniciaron en el verano de 1914), una presa de 44 metros de altura, pero con una sección que permitía una futura ampliación hasta los 59,5 metros sobre el cauce. En 1916 se iniciaron las excavaciones para los cimientos y se empezó a hormigonar en la primavera de 1917. En 1919 ya se pudieron embalsar 2 hm³ y en 1922 se lograron alcanzar los 22 hm³ correspondientes a esta fase (si bien con dispositivos provisionales en los desagües y tomas, ya que no se finalizaron hasta 1925).
Para la construcción de la presa se utilizaron algunas máquinas bastante novedosas para la época tales como hormigoneras y apisonadoras eléctricas que se movían gracias a la energía generada en la central que el Canal de Isabel II tenía en Torrelaguna. Para ello hubo que levantar un tendido eléctrico utilizado exclusivamente para transportar dicha energía a la obra. Igualmente y para abaratar costes se utilizaron sillares artificiales construidos en hormigón con cemento Portland. Este tipo de cemento también se utilizó para elaborar el hormigón con el que se hizo el grueso de la presa.
En 1932 se iniciaron las obras de recrecimiento del muro correspondientes a la segunda fase. En junio de 1934 ya se podía embalsar 6 metros por encima de la altura de la presa primitiva, y a finales de dicho año alcanzaba una altura de 54 metros. En 1935 se alcanzó la altura final de la presa, pudiéndose embalsar hasta la solera del aliviadero de superficie. Los únicos trabajos que quedaban por ejecutar eran los cierres del aliviadero, el puente sobre el mismo y el final del estribo izquierdo de la presa. Las obras quedaron interrumpidas durante la Guerra Civil, aunque durante ella se mantuvo en el embalse un nivel elevado de las aguas por razones tácticas militares, aún a costa de realizar restricciones en el abastecimiento de Madrid.

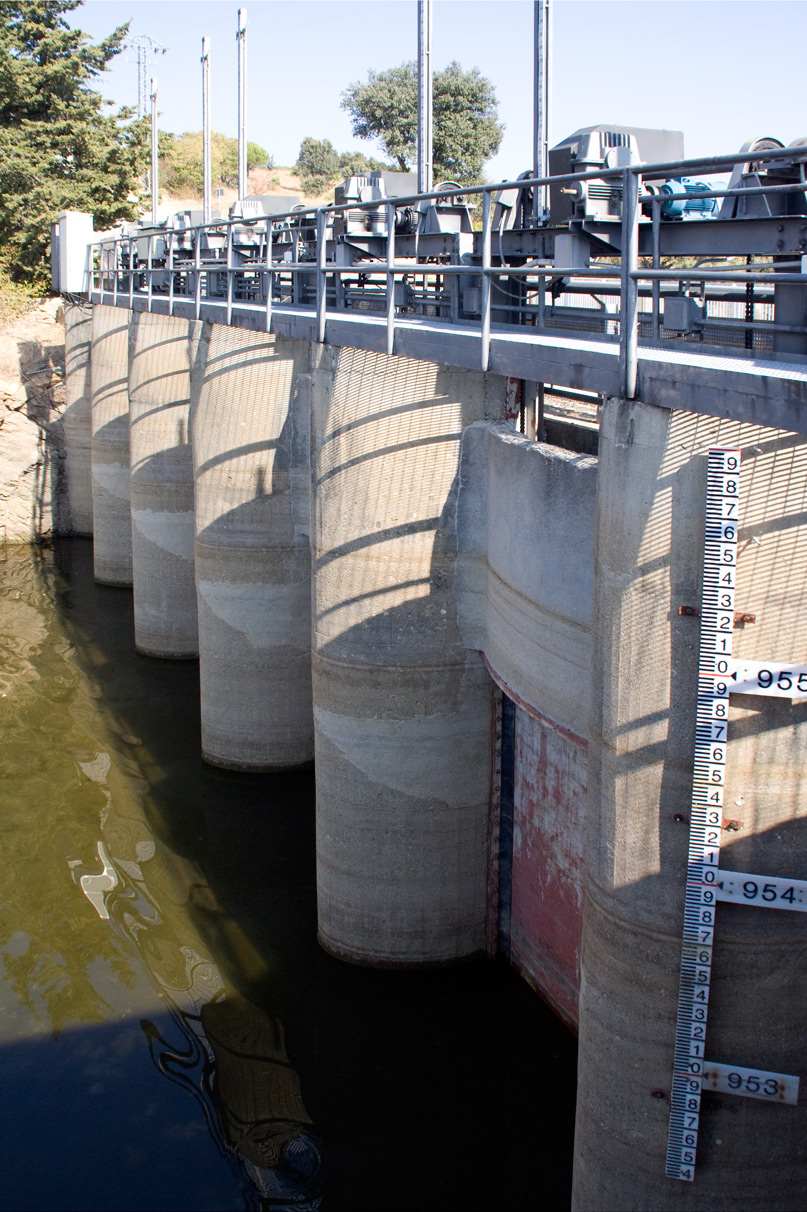
Compuertas del aliviadero de superficie de Puentes Viejas. Durante bastantes años el aliviadero permaneció tapiado

En 1939 se ultimaron las obras que habían quedado pendientes salvo las de los cierres del aliviadero de superficie, que se sustituyó provisionalmente por un cierre de contrafuertes y bóveda de ladrillo para no disminuir la capacidad del embalse. En consecuencia, se dispuso de un procedimiento para proceder a la voladura controlada de las paredes que cerraban este aliviadero en el supuesto de haber sido necesario para evacuar una avenida. En 1941 se convocó un concurso para instalar dichos cierres, pero fue anulado en 1944 por ser las ofertas muy superiores al tipo de subasta. Ello originó que esta situación «provisional» se prolongara hasta que dichas compuertas fueron colocadas a principios de la década de 1960.
Además del abastecimiento de agua a Madrid, otra de las funciones que tenía el embalse de Puentes Viejas era la de derivar las aguas turbias hasta debajo del embalse de El Villar. Esta cuestión ya se abordaba en la Memoria de las turbias, escrita por Ramón de Aguinaga en 1916 a raíz de la turbidez del agua que afectó al abastecimiento de Madrid en 1915, después de la puesta en marcha del entonces llamado canal Transversal con el que se creía haber solucionado dicho problema. De ese modo, Aguinaga encontró una nueva utilidad a la presa en construcción, a pesar de que en un principio esperaba que gracias al proceso de autodepuración, el agua que saliera de ella hacia El Villar fuera ya bastante clara. A la vista de que esto no siempre ocurría, se planteó la construcción de un canal que permitiera enviar las aguas turbias hasta debajo del embalse de El Villar (desde el que se enviaba agua a Madrid), junto con otros canales que recogían las aguas de los arroyos que desembocaban en ambas márgenes de El Villar y también las derivaban aguas abajo de su presa. Esta idea se plasmó en varios proyectos que se ejecutaron en gran parte siendo director del Canal Severino Bello, incluyendo el azud de El Tenebroso, desde el que finalmente se derivó el canal que conducía las aguas turbias recogidas del vertido del embalse de Puentes Viejas y del arroyo Malillo. Severino Bello publicitó ampliamente el procedimiento (al que se llamó «aparato de doble embalse en el Lozoya»), llegando incluso a mostrarlo en la Exposición Iberoamericana de Sevilla (1929).
Sin embargo, a la par que el Canal de Isabel II centraba sus esfuerzos en resolver la turbidez del agua con una serie de actuaciones basadas en paliar los efectos más que en corregir sus causas, el Cuerpo Nacional de Ingenieros de Montes, a petición de una comisión creada el 28 de junio de 1888, presentó a través de Santiago de Olazábal una propuesta de reforestación masiva de las márgenes del río Lozoya. Esta medida, que contaba con un presupuesto de 136.187 pesetas (muy inferior al de las colosales obras de ingeniería del Canal de Isabel II), resultó finalmente ser la más efectiva para eliminar la turbidez del agua, habiéndose repoblado hasta 744 hectáreas de terreno con pinos resineros ya en 1910. El éxito de ambos procedimientos permitió durante muchos años que el agua enviada a Madrid fuera clara y no se volviera a presentar turbidez en el suministro mientras el sistema de derivación de aguas se mantuvo operativo hasta años después de que se construyeran las instalaciones para tratar el agua que salía del embalse de El Villar en 1969.
Durante los primeros años de la década de 1990 se construyó una minicentral eléctrica a los pies del dique del embalse, que se puso en servicio en 1995. También se construyó una nueva torre de toma para poder captar el agua a distintas alturas y se utilizó para la conexión con la central el túnel de la salida baja que ya tenía el embalse.

## Detalles técnicos
Siguiendo el pionero esquema empleado con tanto éxito en el embalse de El Villar, la presa de Puentes Viejas también es de gravedad con planta curva. Con sus 66 metros, el muro es uno de los más altos de la Comunidad de Madrid. La fábrica de este es de hormigón elaborado con cemento Portland entre paramentos de sillería artificial. Es capaz de almacenar 53 hm³ de agua que en la actualidad se destinan para el consumo humano y para la obtención de energía hidroeléctrica.
Para este fin la minicentral eléctrica cuenta con una turbina Francis de eje vertical capaz de turbinar hasta 18 m³/s y con una potencia de 7.200 kW